# محمود البياتي
ولد محمود البياتي في بغداد يوم 17 فبراير 1949 وغادرها في 1974 لأسباب سياسية. فاز بجائزة القصة العربية في بيروت عام 1981، واصدر أول مجموعة قصص «اختراق حاجز الصوت» عن دار المستقبل العربي في القاهرة عام 1984، وأول رواية «رقص على الماء - أحلام وعرة» عن المؤسسة العربية للدراسات والنشر عام 2006. يعيش بمدينة غوثنبورغ نسخة محفوظة 14 مارس 2007 على موقع واي باك مشين. في السويد \ حي همركولان منذ 1991، وكان قد عاش في براغ نحو عشرين عاماً. قصصه تتناول معضلات وقسوةً سوء الفهم المزمن بين الافراد، أو بين الفرد والمجتمع، فضلا عن عبث اقدار الحياة والموت والحب.

## النشأة
ولد محمود البياتي في بغداد وعاش فيها 29 عاما فقط. والده كامل عارف عربي من رواد المصورين الشمسيين في مطلع القرن الماضي، وامه كردية ناجية بنت الشيخ شكر الله أول مصورة في ستديو، وعمه عبد الرحمن صاحب أول ستديو في العراق: المصور الأهلي.

## مغادرة الوطن
فر من العراق مرتين، الأولى بعد انقلاب 1963، حيث قتل ابن عمه الزعيم وصفي طاهر مع رئيس الجمهورية عبد الكريم قاسم. امضى عاما في بيروت، وعامين في براغ وبرلين، ثم رجع للعراق في 1966.
فر مرة ثانية وأخيرة في 11 آيار \ مايو 1974، بعد القبض على اعز اصدقائه جواد هماوندي الذي اعدم في اليوم التالي 12 مايو مع حبيبته ليلى قاسم حسن وخمسة رفاق آخرين. عاش في براغ نحو عشرين عاما، وفي موسكو تسعة أشهر، ثم انتقل للسويد منذ 1991.

## المنشورات
1.اختراق حاجز الصوت \ قصص قصيرة جدا (دار المستقبل العربي) القاهرة \ 1984.
2.مستقبلنا المشترك \ تأليف اللجنة العالمية للبيئة والتنمية \ مساهمة في اعداد الترجمة العربية (الكويت) 1989.
3.جغرافية الروح \ قصص (دار الكنوز الأدبية) بيروت 1994
4.الكتابة \ مواجهة للواقع وهروب منه (مرافئ) السويد 1996.
5.ارتباك (قصص) الوكالة الدولية للاعلام (ودا) لندن 1997
6.هذيان خلف كواليس المسرح \ قصص (ودا) لندن 2000
7.كلام \ نثر مركز (ودا) + نشر إلكتروني \ 2002
8.رقص على الماء- أحلام وعرة] (رواية) المؤسسة العربية للدراسات والنشر \ 2006
روايات 
رقص على الماء- أحلام وعرة
قصص 
حياة وموت وأمل
حكايات
لأضحاك النفس والأخرين
مقالات
ألأوْج والحضيض
تحت سماء ملبدة بروح فرانز كافكا \ يفتوشينكو الغاضب يعتذر عن قصيدة الأخطاء، وغير ذلك

## قالوا عن كتاباته
- هكذا تقول القصة العميق من المعاناة بالبسيط من الحدث الفني. يمنى العيد (خالدة سعيد)، ناقدة لبنانية، مجلة «المسيرة»، بيروت
- أمامنا الآن في القصة العراقية نموذج قارب مستوى الكمال الفني، فاذا أردنا في المستقبل وضع مختارات من أفضل ما كتب منها فان هذه القصص يجب أن تكون من بينها. برهان الخطيب، روائي، مجلة «الثقافة الجديدة»
- محمود البياتي قاص وروائي احبُ كتاباته واعتبره من أفضل القصاصين في كتابة القصة القصيرة. عبد الكريم كاصد، شاعر عراقي، «كتاب: حوار الفكر والشعر مع الحياة»
- رواية رشيقة جدا، راويها يذهب إلى آخر شوط الألم والخسارات ما بين جميع البلدان التي مر بها أو وصل إليها كالسويد. والرواية تشبه السيناريو التام والجاهز لعمل الفيلم الآسيوي والأوروبي سويا لمخرج بارع فيما لو تمعن به جيدا. عالية ممدوح، روائية وكاتبة عراقية، صحيفة «الرياض»
- وإن قراءة نصوص مثل التي ضمها كتاب محمود البياتي «هذيان خلف كواليس المسرح» من شأنها أن تمدنا بالتفاؤل وتؤكد لنا أن الشعوب العظيمة لاتهزم... عبد الرحمن الربيعي، روائي وكاتب عراقي، صحيفة «القدس العربي».
- إنها رواية القرن الجديد التي تستقدم كلّ ألوان الفنون لإغناء بنيتها شكلاً ومضموناً. أحمد امين، قاص وناقد عراقي، موقع «إلاف»
- لا تستطيع سوى موهبة كبيرة ومدربة على ادخال عالم شديد التعقيد من خلال سرد شفاف عفوي لكنه مبني باحكام، ويبدو لعفويته ملهما ومشجعا على مواصلة التخيل حيث يصبح القارئ شريكا في حكاية وتصبح الحكاية قضية كل قارئ. حمزة الحسن، روائي وناقد عراقي، موقع «كلام» و«صوت العراق»
- هذه الرواية تذكرنا برواية الكاتب السوداني الطيب صالح «موسم الهجرة إلى الشمال» من حيث قوة الأسلوب وتدفق الأفكار وزخم الأحداث التي تزاوج، كالحياة، بين الحلم والواقع. د. إبراهيم الخليل، كاتب وناقد عربي، مجلة «الكلمة» وصحيفة «القدس العربي»
- محمود البياتي القاص العراقي موزع بين عالمين متناقضين متلازمين هما: عالم القمع وعالم الحرية. عالم الحلم وعالم العاديات اليومية، فينكسر ابطاله على عتبة واقع قاس، لا مرد له، مثل ضرورة ماحقة. جنان حلاوي، قاص وناقد، صحيفة «النهار»
- يبدي البياتي هنا مقدرة عالية في جعل المكان عالماً حسياً واستحضار هذا المكان.. الاستحضار الذي اشتق جماله من كونه عاطفياً لم يهتم بالوصف أو التوثيق الموضوعي، لأنه أرتكز على مشاعر داخلية صاحبت معايشته. الدكتورة لطيفة الشعلان، قاصة وناقدة سعودية، صحيفة «الشرق الأوسط»
- الموضوعات التي اشتغل عليها محمود البياتي تشعرك باستمرار أنك عشتها، أو ساهمت ببطولتها، أو أنك تعرفها، أو كنت قريباً منها. إنها محاولة لإعادة اكتشاف الأشياء التي حولنا بطريقة كثيرة البوح، وعالية الجمال. الدكتور عبد الحسين شعبان، كاتب وحقوقي، صحيفة «الزمان»
- محمود البياتي لمن لا يعرفه: عراقي المولد والطبع. تشيكي التفكير، تغلب عليه النزعة الكافكوية. روسي الشهية والمذاق. الدكتور عصام الزند، كاتب، «صحيفة المغترب»
- كتاب محمود البياتي، هذا الهذيان الصارخ والفادح أوجعني كثيراً. إنه صرخة أحتجاج على القمع والظلم والضيم، صرخة نائية الصدى، دراما عبثية لمسرح غاب عنه الجمهور، حيث استطاع الكاتب بلغته الشفافة الذابحة أن يجسد لنا معاناة إنسان هج من الموت ليقع فريسة ماهو أشد هولا من الموت. اعتدال رافع، قاصة وكاتبة سورية، صحيفة «تشرين» السورية ومجلة «الواح» في إسبانيا.
- يقول إدورد سعيد: «.. ويقضي المنفي معظم حياته في التعويض عن خسارة مربكة، بخلق عالم جديد يبسط سلطانه عليه.. ولذا ليس من المدهش ان نجد بين المنفيين كثيرا من الروائيين ولاعبي الشطرنج والناشطين السياسيين والمفكرين..». ولذلك أيضا فليس من المدهش ان نجد محمود البياتي واحدا من اولئك الذين اشار اليهم ادوارد سعيد. ومما يميز هذه الرواية ان مؤلفها وظف التراث الحكائي والديني بشكل مدهش، ولعله العمود الفقري الذي ترتكز عليه الأحداث، مع ان الرواية حديثة ولا شأن لها الا بالحاضر. هدية حسين، روائية وناقدة عراقية، صحيفة «الرأي»
- في «خطوط التماس» للقاص العراقي محمود البياتي، وهي قصة قصيرة ضمن مجموعته الرائعة «جغرافية الروح»، وردت هذه العبارات: «... كل واحد منا يُخلق في لحظة متعة خاطفة، عابرة، ثم يشقى طوال حياته بحثاً عن خبز ومأوى وحنان وعدالة مفقودة...».

أحمد البوسطة، كاتب وناقد بحريني "، صحيفة " المنبر الديمقارطي "
- في قصة «المشبوه» للكاتب العراقي الشيوعي السابق محمود البياتي – («الحياة» - آفاق) نحن أمام نموذج آخر لرجل منفي نكتشف في نهاية القصة أنه كان حزبياً، تصله نشرة من تلك التي أصبحت شائعة الأستعمال في حياة المنفى ومن خلالها تصفى حسابات شخصية في الأتهام بالعمالة أو الطعن بالشرف، وهي تجري على ذات الخلفية المفقودة المعبر عنها بالسلوك السلبي والمشين في ممارسات الحزبيين، ليس فقط ضد غيرهم من معتنقي الأفكار الأخرى، وإنما أيضاً ضد بعضهم حسبما تقتضيه المصالح الشخصية التي تتقدم على كل قناعة أخرى - كما سنرى في هذه القصة التي تنطوي على سخرية ومرارة من المزاج المنفعل بحدث القص وانفعالات الواقعة كما تريد ضمن السياق السردي.

شريف الربيعي، شاعر عراقي، صحيفة «الحياة»
- الرواية ذات لغة عذبة وشفافة، وأحداثها مثيرة، تتنقل بين شخصيات متنوعة، وثقافات مختلفة، وتناقش أحداثا سياسية وتاريخية واجتماعية كثيرة. وفي الواقع نحن إزاء أدب كامل جديد هو أدب المنفى.

الدكتور حسين الكناني، كاتب وناقد عراقي، صحيفة «القدس العربي»
- كاتب عارف بحرفته، يمضي بهدوء المستوحش نحو النهايات المضيئة. وهل هي مضيئة حقا من الناحية المعنوية ؟ بهذه القصة (اختراق حاجز الصوت) ينهي محمود البياتي مجموعته القصصية، تلك التي كتبها بلغة كثيفة بسيطة معبرة وقادرة على التقاط الدقيق والحاد من التفاصيل اليومية المبعثرة.

عبد الله صخي، كاتب عراقي، مجلة «الهدف»
- محمود البياتي استطاع ان يخرج بتجربته عن الاساليب التقليدية في القصة العراقية القصيرة. فهو يتقصد بفنية واضحة تبسيط الحدث – الواقع عبر سخرية محزنة تعكس ردود فعل الإحباط بمعناه الواسع. لغة محمود البياتي متداخلة ومنسجمة مع شخوصها «التي تعيش حالة المنفى»، لغة تقترب في كثافتها من الجملة الشعرية، وتترك في النفوس دويا عنيف الاثر ونكهة من الطرافة والاستخفاف.

سناء السعيدي، كاتبة من لبنان، صحيفة «الانوار»
- سنقوم هنا بتحليل نقدي لواحدة من أفضل القصص العراقية القصيرة «بغداد، طهران، ستوكهولم» للتدليل على الفكرة الآنفة (تحول الخطاب العقائدي إلى شيفرة) ولكن بالارتباط مع فكرة ماركس عن الفرد الذي يغادر ماضيه وهو يضحك...

ميثولوجياً، يمكن مقارنة سلوك الفرد (بطل القصة) بسلوك رديفه الفرد (بطل الأسطورة الدينية) التوراتية، نعني يعقوب الذي صادفناه في (التكوين) مقنّعاً، مرتدياً رداء الكبش، بقطع النظر عمّا إذا كان الكاتب «محمود البياتي» واعياً للتماثل في البناء السردي للشخصيتين ام لا، ذلك اننا نشتبه على الفور بهذا التماثل، وبالمعنى الذي ينطوي عليه بطبيعة الحال سلوك المقنَّع...
فاضل الربيعي، كاتب وروائي عراقي، «كبش المحرقة - نموذج لمجتمع القوميين العرب»، دار رياض الريس، بيروت
- إلا ان النقلة الأكثر جذرية في هذا المجال (القصة القصيرة جدا) ظهرت بعيد ترجمة كتاب ناتالي ساروت «انفعالات» والاسم يدل على انها اقاصيص قصيرة. احدثت هذه المجموعة تاثيرا متميزا، ثم امتد تاثير الكتابة في هذا النوع إلى البلاد العربية.. فهناك محمود عبد الوهاب، ومحمود البياتي، ومحمود شقير، وهاشم غرايبه، ومحمد الخزنجي، وأحمد خلف، وعبد الستارناصر، وعدد كبير اخر من القصاصين...

ياسين النصير، ناقد عراقي، صحيفة «السفير»
- ... واحدة من أهم كتب القصة العراقية الصادرة حديثا واعني «جغرافية الروح» لمحمود البياتي.

جليل حيدر، شاعر عراقي، مجلة «الزاوية»
- وقد بانت على غالبية الأعمال القصصية والروائية لحقبة الستينات هذه التراحيل المنقولة من تيارات ومدارس شتى، ابرزها التيار السريالي والدادائي (...) إذ انعكست تلك الملامح الغرائبية على أعمال قصصية وروائية عدة (...) وعلى بعض قصص محمد خضير وعبد الستار ناصر وعارف علوان ومحمود البياتي وجمعة اللامي وإبراهيم أحمد وأحمد خلف، فضلا عن قصاصي المحافظات مثل حامد الهيتي، موسى كريدي، وعائد خصباك وغيرهم.

هاشم شفيق، شاعر عراقي، «الحياة»
- تدور الرواية حول قصة المنفي والمنفيين في العالم، وتتعرض إلي أفكار فلسفية، وثقافية، وتاريخية عديدة.

شبكة المحيط
- بين اليقظة والحلم تمضي أحداث هذه الرواية، والتي مسرحها السويد، حيث شاءت الصدف الجمع بين شخصيات شتى من جنسيات شتى ومشارب شتى. والروائي إلى هذا يحاول، في حوارياته التي تجري بين هؤلاء، تسليط الضوء على موضوع الانتماءات التي تلقي بذيولها على حياة الإنسان وحتى عند مغادرته لبيئته، لموطنه.

ففي هذا الرقص على الماء تشكل الأحلام، الجزء الأهم من استرسالات الروائي الشاعر العراقي القادم إلى السويد هروباً من جحيم ما، وهي وعرة كما وصفها الروائي، ووعورتها تتجلى في رمزياتها ومشاهدها وأبعادها التي تمتد لتنال وبإطار نقدي قضايا اجتماعية عقدية سياسية لا تنتهي.
مكتبة النيل والفرات
- في قصص محمود البياتي نجد البشر مقسومين إلى عالمين منفصلين في وقت واحد، عالم منطقي، واقعي، يومي من جهة، وعالم مناف للعقل، حالم، وغير منطقي من جهة أخرى. العالمان متماثلان في درجة افزاعهما، والبشر في حالة هروب متواصل من الأثنين.

للكاتب قدرة فريدة في القبض على الأساسيات، وهو يطرح اسئلته الوجودية بأسلوب آسر. في إحدى القصص، والتي يمكن ترجمة عنوانها إلى السويدية بـ «الآخر» نلمس تلك القوة التي تجعل منها إحدى الروائع. ان ما هو غير متوقع من أحداث منافية للعقل وغامضة يعمق ويثري القصص التي تنطوي على افكار الكاتب العميقة حول وجود الأنسان.البياتي يكتب قصصا تعد من الناحية الفنية بمصاف أفضل القصص المكتوبة باللغة العربية. ان لغته ثرية وموحية.
مجلة «الكتب الأجنبية» في السويد

## جائزة وثلاث منح
- فاز بجائزة القصة العربية في مسابقة اجرتها مجلة «المسيرة» في بيروت عام 1980
- حاصل على ثلاث منح عمل من اتحاد الكتاب السويديين : لعام 1994، لعامي 2000-2001، ولعام 2006
- ترجمت قصصه إلى الإنكليزية والفرنسية والتشيكية.

## وصلات خارجية
- محمود البياتي على موقع أرشيف الشارخ.
- محمود البياتي
- موقع «كلام»
- موقع «المقال»
- poetasdelmundo
- Members' Catalogue of World Poets Society (W.P.S.)
- The Best Arabic Books
- (الرجوع إلى أعلى الصفحة)

الكتور عصام الزعيم وزير التخطيط ووزير الصناعة في سوريا
توفي الدكتور عصام الزعيم عن عمر ناهز 67 عاماً إثر نوبة قلبية ألمت به. وشغل الدكتور الزعيم منصب وزير للدولة لشؤون التخطيط ثم وزير للصناعة في الحكومة السورية خلال الاعوام2000 -2003 وهو اقتصادي سوري بارز متخرج من جامعة باريس وعمل باحثا في المجلس الوطني للبحث العلمي في باريس ثم رئيساً لفريق البحث ومديرا لمركز التوثيق المؤتمت والدراسات الاقتصادية عن الصناعات الغازية والبتروكيمائية في معهد البحث الاقتصادي والتخطيط بجامعة «غرنوبل».
ترأس الزعيم إدارة جمعية العلوم الاقتصادية واتحاد الاقتصاديين العرب حتى وفاته. وللزعيم العديد من الدراسات والابحاث الاقتصادية وشارك في العديد من الندوات والمحاضرات وهو متزوج وله ولد وبنت. وسيشيع جثمانه إلى مثواه الأخير غداً بعد صلاة المغرب في جامع أبي حنيفة النعمان في حلب. 